# Bajo las riendas del amor
Bajo las riendas del amor est une telenovela mexicaine diffusée en 2007 sur Canal de las Estrellas.

## Distribution
- Adriana Fonseca : Montserrat Linares
- Gabriel Soto : Juan José Alvarez
- Adamari López : Ingrid Nieto (antagoniste principal - meurt en tombant sur une fourche)
- Víctor González : Víctor Corcuera (Antagoniste)
- Victor Camara : Don Antonio Villar
- Roberto Palazuelos : Cristian Del Valle
- Ariel López Padilla : Joaquín Corcuera
- Elluz Peraza : Victoria de Linares
- Julieta Rosen : Eloísa de Corcuera (antagoniste - finit interné dans un hôpital psychiatrique)
- Abraham Ramos : Sebastián Corcuera
- Toño Mauri : Bruno Guzmán
- Ximena Herrera : Maripaz García
- Pablo Azar : Daniel Linares
- Geraldine Bazan : Verónica Orozco (antagoniste - devient bon)
- Alma Delfina : Rosa Nieto
- Héctor Sáez : Don Lupe García
- Rossana San Juan : Claudia García (Fille de Don Lupe et mère Maripaz - Tuée par Héloïse d'une balle dans le ventre)
- Norma Zúñiga : Amelia
- Rolando Tarajano : Gonzalo
- Eduardo Rodríguez : Enrique
- Evelyn Santos : Norma
- Carla Rodríguez : Yolanda Álvarez (Sœur de John Joseph - Tuée par Eloisa)
- Vannya Valencia : Jimena
- Melvin Cabrera : Paco
- Paloma Márquez : Pili
- Jonathan Caballero : Benny
- Alberto Salaberry : Checo (antagoniste - finit en prison, condamné à 20 ans de prison)
- Elías Campos : El Pelos (antagoniste - finit en prison, condamné à 15 ans de prison)
- Alejandro Speitzer : Toñito Linares

### Sources
- (es) Cet article est partiellement ou en totalité issu de l’article de Wikipédia en espagnol intitulé « Bajo las riendas del amor » (voir la liste des auteurs).